# Begoña Maestre
Begoña Maestre (Barakaldo, 1 d'agost de 1978) és una actriu de teatre, televisió i cinema basca. El 2011 fou guardonada en la categoria de Millor actriu en el Festival de Cinema de Màlaga en la pel·lícula Arriya.

## Treballs
Cinema
- Leni (2003, curtmetratge)
- Un año en La Luna (2004)
- Cuestión de química (2004, curtmetratge)
- Arriya (2011)
- La voz dormida (2011)

Televisió
- Compañeros (2001-2002)
- Paco y Veva (2004)
- El comisario (2004)
- Hospital Central (2004-2012)
- Motivos personales (2005)
- Estudio 1 (2006)
- Amar en tiempos revueltos (2006-2007)
- Soy El Solitario (2008)
- Cuenta atrás (2008)
- Con el culo al aire (2013)
- Sin identidad (2014)
- Chiringuito de Pepe (2014-2015)

Teatre
- Schubert
- Kyrie, el nuevo europeo
- Ana en el trópico
- Mujeres frente al espejo
- Cyrano de Bergerac